# Championnat d'Europe féminin de basket-ball 2027
Navigation
Allemagne/Italie/Grèce/Tchéquie (2025) 2029
Le Championnat d'Europe féminin de basket-ball 2027, communément appelé EuroBasket Women 2027, est la 41e édition du tournoi continental de basket-ball féminin, sanctionné par la FIBA Europe. Il se tiendra en Belgique, en Finlande, en Lituanie et en Suède.

## Processus d'appel d'offres
Le 24 novembre 2023, à Mies en Suisse, la FIBA a annoncé que la Lituanie et la Finlande seront les pays organisateurs. Vilnius pour la Lituanie et Espoo pour la Finlande étant les villes retenues.
Le 22 mars 2024, la FIBA Europe a déclaré que plusieurs pays avaient manifesté leur intérêt à devenir co-organisateurs et a confirmé que les hôtes supplémentaires seront annoncés en novembre 2024.
Le 13 août 2024, trois pays ont déposé leur candidature pour devenir co-organisateurs:
- Anvers[4]
- Bratislava[5]
- Stockholm[5]

Le 28 novembre 2024, la FIBA a attribué les deux dernières places de co-organisateur à la Belgique et la Suède.

## Lieux
Les quatre villes accueillant le tournoi sont Anvers, Stockholm, Vilnius et Espoo. Chaque ville accueillera les rencontres d’un groupe du premier tour, tandis que la phase finale et la phase de classement se dérouleront à Vilnius.
| Anvers                                       | [[Fichier:Europe laea location map with borders.svg\|500px\|{{#if:\|{{{alt}}}\|Championnat d'Europe féminin de basket-ball 2027 est dans la page Europe.]]Anvers Stockholm Vilnius Espoo | Espoo                               |
| -------------------------------------------- | --- | ----------------------------------- |
| Palais des sports d'Anvers Capacité : 18 575 | [[Fichier:Europe laea location map with borders.svg\|500px\|{{#if:\|{{{alt}}}\|Championnat d'Europe féminin de basket-ball 2027 est dans la page Europe.]]Anvers Stockholm Vilnius Espoo | Espoo Metro Areena Capacité : 8 500 |
|                                              | [[Fichier:Europe laea location map with borders.svg\|500px\|{{#if:\|{{{alt}}}\|Championnat d'Europe féminin de basket-ball 2027 est dans la page Europe.]]Anvers Stockholm Vilnius Espoo |                                     |
| Stockholm                                    | [[Fichier:Europe laea location map with borders.svg\|500px\|{{#if:\|{{{alt}}}\|Championnat d'Europe féminin de basket-ball 2027 est dans la page Europe.]]Anvers Stockholm Vilnius Espoo | Vilnius                             |
| Avicii Arena Capacité : 16 000               | [[Fichier:Europe laea location map with borders.svg\|500px\|{{#if:\|{{{alt}}}\|Championnat d'Europe féminin de basket-ball 2027 est dans la page Europe.]]Anvers Stockholm Vilnius Espoo | Twinsbet Arena Capacité : 10 000    |
|                                              | [[Fichier:Europe laea location map with borders.svg\|500px\|{{#if:\|{{{alt}}}\|Championnat d'Europe féminin de basket-ball 2027 est dans la page Europe.]]Anvers Stockholm Vilnius Espoo |                                     |

## Nations qualifiées
Le tirage au sort des qualifications a lieu le 23 juillet 2025. Les qualifications débutent en novembre 2025 et se terminent en février 2027.
| Nation   | Qualification     | Qualification    | Apparitions | Apparitions | Apparitions | Apparitions | Meilleure performance   | Classement FIBA |
| Nation   | En tant que       | Date             | Nombre      | 1re         | Dern.       | Conséc.     | Meilleure performance   | Classement FIBA |
| -------- | ----------------- | ---------------- | ----------- | ----------- | ----------- | ----------- | ----------------------- | --------------- |
| Finlande | Pays organisateur | 24 novembre 2023 | 6e          | 1995        | 1987        | 16          | 11e place (1952, 1956)  | 61e             |
| Lituanie | Pays organisateur | 24 novembre 2023 | 13e         | 1938        | 2025        | 2           | Championne (1997)       | 45e             |
| Belgique | Pays organisateur | 28 novembre 2024 | 16e         | 1950        | 2025        | 6           | Championne (2023, 2025) | 6e              |
| Suède    | Pays organisateur | 28 novembre 2024 | 10e         | 1978        | 2025        | 2           | 6e place (2019)         | 25e             |

## Classement final
| Place                                                           | Équipe | J | V/D | Classement mondial de la FIBA | Classement mondial de la FIBA | Classement mondial de la FIBA |
| Place                                                           | Équipe | J | V/D | Ancien                        | Nouv.                         | +/−                           |
| --------------------------------------------------------------- | ------ | - | --- | ----------------------------- | ----------------------------- | ----------------------------- |
| Médaille d'or, Europe                                           |        | 6 | –   |                               |                               |                               |
| Médaille d'argent, Europe                                       |        | 6 | –   |                               |                               |                               |
| Médaille de bronze, Europe                                      |        | 6 | –   |                               |                               |                               |
| 4                                                               |        | 6 | –   |                               |                               |                               |
| Éliminés en quarts de finale                                    |        |   |     |                               |                               |                               |
| 5                                                               |        | 6 | –   |                               |                               |                               |
| 6                                                               |        | 6 | –   |                               |                               |                               |
| 7                                                               |        | 6 | –   |                               |                               |                               |
| 8                                                               |        | 6 | –   |                               |                               |                               |
| Éliminés à l’issue des qualifications pour les quarts de finale |        |   |     |                               |                               |                               |
| 9                                                               |        | 3 | –   |                               |                               |                               |
| 10                                                              |        | 3 | –   |                               |                               |                               |
| 11                                                              |        | 3 | –   |                               |                               |                               |
| 12                                                              |        | 3 | –   |                               |                               |                               |
| Éliminés à l’issue de la phase de poules                        |        |   |     |                               |                               |                               |
| 13                                                              |        | 3 | –   |                               |                               |                               |
| 14                                                              |        | 3 | –   |                               |                               |                               |
| 15                                                              |        | 3 | –   |                               |                               |                               |
| 16                                                              |        | 3 | –   |                               |                               |                               |

|  | Nations qualifiées pour les tournois qualificatifs pour les Jeux olympiques 2028 |